# Theodor Einsele
Theodor Einsele (* 11. August 1921 in Kirchheim unter Teck; † 21. Juni 2020 in Sindelfingen) war ein deutscher Elektroingenieur, Informatiker und Hochschullehrer.

## Leben und Wirken
Theodor Einsele studierte nach dem Kriegsdienst im Zweiten Weltkrieg ab 1946 Elektrotechnik an der Technischen Hochschule/Universität Stuttgart. Seine Diplomprüfung erfolgte 1949 im Bereich Nachrichtentechnik. Anschließend war er an dieser Hochschule als wissenschaftlicher Assistent tätig und promovierte 1953 bei Richard Feldtkeller zum Dr. ing. (seine Dissertation trägt den Titel "Ein Impulsmeßplatz und seine Anwendung zur Untersuchung von Relaxiationsvorgängen bei Ferriten"). Bis 1966 war er dann Mitarbeiter bei IBM in Böblingen. Von 1956 bis 1968 hatte er nebenher einen Lehrauftrag an der Universität Stuttgart über die "Organisation digitaler Systeme". Einen weiteren Lehrauftrag versah er ab 1960 an der Technischen Hochschule Karlsruhe. Im Jahre 1966 erhielt Einsele den Lehrstuhl für Datenverarbeitung an der Technischen Universität München. Schwerpunkt von Lehre und Forschung war bei ihm vor allem die Sprachsignalverarbeitung und die digitale Schaltungstechnik. Hier gehörte er zu den Pionieren auf diesen Gebieten. Im Jahre 1988 wurde er emeritiert.

## Schriften (Auswahl)
- (Hrsg.): Max Euwe / Einführung in die Grundlagen der Datenverarbeitung. 4. erw. Aufl. Verlag Moderne Industrie, München 1972.
- (Hrsg.): Fachtagung "Cognitive Verfahren und Systeme" (= Lecture notes in economics and mathematical systems, Bd. 83). Springer, Berlin/Heidelberg 1973, ISBN 3-540-06268-8.
- (Hrsg.): Struktur und Betrieb von Rechensystemen (= NTG-Fachberichte, Bd. 62). VDE-Verlag, Berlin 1978, ISBN 3-8007-1142-7.